# Шателро
Шателро (фр. Châtellerault) насеље је и општина у западној Француској у региону Поату-Шарант, у департману Вијена која припада префектури Шателро.
По подацима из 2011. године у општини је живело 31.902 становника, а густина насељености је износила 614,33 становника/km². Општина се простире на површини од 51,93 km². Налази се на средњој надморској висини од 60 метара (максималној 134 m, а минималној 42 m). Налази се на главној француској рути ходочасника који посећују Сантијаго де Компостела (коме је посвећена и главна градска катедрала) у Шпанији. На власти у граду је Социјалистичка партија.

## Демографија
| 1962.  | 1968.  | 1975.  | 1982.  | 1990.  | 1999.  | 2011.  |
| ------ | ------ | ------ | ------ | ------ | ------ | ------ |
| 27 079 | 35 337 | 37 080 | 35 838 | 34 678 | 34 126 | 31 902 |

График промене броја становника у току последњих година